# Japan Open Tennis Championships 1976
Il Japan Open Tennis Championships 1976 è stato un torneo di tennis giocato sul cemento. È stata la 4ª edizione del Japan Open Tennis Championships, che fa parte del Commercial Union Assurance Grand Prix 1976. Il torneo si è giocato a Tokyo in Giappone, dall'1 al 7 novembre 1976.

## Campioni

### Singolare maschile
Roscoe Tanner ha battuto in finale  Corrado Barazzutti con il punteggio di 6–3, 6–2

### Doppio maschile
Bob Carmichael /  Ken Rosewall hanno battuto in finale  Ismail El Shafei /  Brian Fairlie con il punteggio di 6–4, 6–4